# Geo-IK
Geo-IK (en russe : Гео-ИК) ou Mousson est une série de 14 satellites géodésiques soviétiques puis russes placés en orbite entre 1981 et 1994. Il s'agit de la deuxième génération de satellites géodésiques qui a pris la suite de la série des Sfera. Elle est remplacée au cours de la décennie 2010 par la série des Geo-IK-2.

## Historique
Les satellites géodésiques de la série Geo-IK prennent la suite des Sfera premiers satellites géodésiques soviétiques qui avaient été utilisés entre 1968 et 1980. Comme leurs prédécesseurs ils sont utilisés pour mesurer avec précision la forme du champ gravitationnel terrestre et établir un système de coordonnées géodésiques plus précis. Ce dernier est utilisé pour la réalisation du premier système de positionnement par satellites soviétique. Les satellites sont fabriqués par NPO-PM qui avait déjà développé les Sfera. Le premier satellite de la série est lancé le 23 janvier 1981 par un lanceur Tsyklon-3  depuis le cosmodrome de Plesetsk mais il est victime d'une défaillance de la fusée. Le premier satellite opérationnel est lancé le 30 septembre 1981. Les satellites Geo_IK sont placés typiquement sur une orbite circulaire de 1 500 km avec une inclinaison de 76,6° ou 82,6°. À cette altitude le satellite n'est pas freiné par l'atmosphère résiduelle et les modifications de son orbite sont essentiellement liées aux variations du champ de gravité de la Terre. La durée de vie  est de 1 à 2 ans. En tout 14 satellites  sont lancés à chaque fois depuis le cosmodrome de Plesetsk par un lanceur Tsyklon-3 avec une périodicité d'environ 1 an. Le dernier satellite opérationnel achève sa mission le 5 février 1999,. La Russie n'a lancé par la suite qu'un seul satellite de géodésie : le satellite Geo-IK-2 1 (en), lancé le 1er février 2011 a été placé sur une orbite trop basse pour lui permettre d'être opérationnel.

## Caractéristiques techniques
Le satellite Geo-IK, d'une masse d'environ 1 500 kg, utilise une plateforme KAUR-1 ayant la forme d'un cylindre  recouvert de cellules solaires et de radiateurs. L'orientation du satellite est maintenue de manière passive par gradient de gravité grâce à une longue perche à l'extrémité de laquelle est fixée une masse fixée dans le prolongement de l'axe du cylindre. Huit panneaux solaires, déployés en pétales une fois le satellite en orbite, sont fixés à l'extrémité supérieur du cylindre.  Un compartiment scellé de manière hermétique contient à la fois la charge utile et les équipements nécessaires au fonctionnement du satellite. Les équipes sur Terre disposent de cinq méthodes pour effectuer leur mesures géodésiques. Le satellite est équipé d'un radar émettant sur 9,4 GHz qui détermine l'altitude au-dessus des océans avec une précision de 3 à 5 mètres. Un système doppler bifréquence  (150 MHz et 400 MHz) mesure la vitesse du satellite avec une précision de 1 à 3 cm/s 12 heures par jour. Un transpondeur fonctionnant sur les fréquences 5,7/3,4 GHz fournit, lorsqu'il est interrogé, des mesures de distance avec une précision comprise entre 3 et 5 mètres. Le satellite dispose d'un réflecteur laser en coins de cube d'une superficie totale de 0,024 m2 qui permet des mesures avec une précision de 1,5 mètre. Enfin un projecteur lumineux pouvant générer une série de huit flashs très intenses (800–1 200 J) avec une fréquence de 1/3 seconde permet aux observatoires terrestres qui les observent sur fond d'étoile de déterminer la position du satellite avec une précision de 1,5 seconde d'arc. La série de flashs peut être répétée jusqu'à 55 fois par jour. Les mesures géodésiques sont réalisées en temps normal 5 jours sur 7. Les deux autres jours sont utilisés pour planifier la suite de la mission,.

## Lancements
| Numéro      | Désignation       | Date de lancement | Base de lancement | Masse au lancement kg | Identifiant NSSDC | Identifiant NORAD | Inclinaison | Périodicité minutes | Apogée km        | Périgée km       |                  |
| ----------- | ----------------- | ----------------- | ----------------- | --------------------- | ----------------- | ----------------- | ----------- | ------------------- | ---------------- | ---------------- | ---------------- |
| -           | 23 janvier 1981   | 32/1              | 11                | 1596                  | -                 | -                 | 82,60°      | Échec du lanceur    | Échec du lanceur | Échec du lanceur | Échec du lanceur |
| Kosmos-1312 | 30 septembre 1981 | 32/1              | 12                | 1588                  | 1981-098A         | 12879             | 82,61°      | 115,99              | 1536,8           | 1511,6           |                  |
| Kosmos-1410 | 24 septembre 1982 | 32/1              | 13                | 1547                  | 1982-096A         | 13589             | 82,62°      | 115,99              | 1521,9           | 1499,9           |                  |
| Kosmos-1510 | 24 novembre 1983  | 32/2              | 14                | 1550                  | 1983-115A         | 14521             | 73,63°      | 116,08              | 1540,5           | 1506,8           |                  |
| Kosmos-1589 | 8 août 1984       | 32/2              | 15                | 1554                  | 1984-084A         | 15171             | 82,60°      | 116,00              | 1522,7           | 1499,4           |                  |
| Kosmos-1660 | 14 juin 1985      | 32/1              | 17                | 1556                  | 1985-047A         | 15821             | 73,64°      | 116,11              | 1537,8           | 1499,2           |                  |
| Kosmos-1732 | 11 février 1986   | 32/2              | 16                | 1557                  | 1986-015A         | 16593             | 73,61°      | 116,08              | 1544,4           | 1499,0           |                  |
| Kosmos-1803 | 2 décembre 1986   | 32/1              | 18                | 1552                  | 1986-094A         | 17117             | 82,61°      | 116,05              | 1526,8           | 1502,6           |                  |
| Kosmos-1823 | 20 février 1987   | 32/2              | 19                | 1545                  | 1987-020A         | 17535             | 73,62°      | 116,08              | 1544,2           | 1498,8           |                  |
| Kosmos-1950 | 30 mai 1988       | 32/1              | 21                | 1548                  | 1988-046A         | 19195             | 73,61°      | 116,10              | 1541,5           | 1504,7           |                  |
| Kosmos-2037 | 28 août 1989      | 32/2              | 20                | 1548                  | 1989-068A         | 20196             | 73,58°      | 116,12              | 1537,5           | 1502,8           |                  |
| Kosmos-2088 | 30 juillet 1990   | 32/1              | 22                | 1556                  | 1990-066A         | 20720             | 73,61°      | 116,12              | 1543,7           | 1503,7           |                  |
| Kosmos-2226 | 22 décembre 1992  | 32/2              | 23                | 1536                  | 1992-092A         | 22282             | 73,64°      | 116,07              | 1537,6           | 1497,7           |                  |
| Geo-IK      | 29 novembre 1994  | 32/2              | 24                | 1522                  | 1994-078A         | 23411             | 73,62°      | 116,10              | 1545,0           | 1498,9           |                  |